# Polkovnik Serafimovo
Polkovnik Serafimovo (bulgariska: Полковник Серафимово) är ett distrikt i Bulgarien.   Det ligger i kommunen Obsjtina Smoljan och regionen Smoljan, i den södra delen av landet, 180 km sydost om huvudstaden Sofia.
I omgivningarna runt Polkovnik Serafimovo växer i huvudsak blandskog. Runt Polkovnik Serafimovo är det ganska tätbefolkat, med 60 invånare per kvadratkilometer.